# Manfred Stern
Manfred Stern (Voloka, gennaio 1896 – Oblast' di Irkutsk, 18 febbraio 1954) è stato un militare e agente segreto austro-ungarico naturalizzato sovietico.
Acquisì breve notorietà durante la guerra civile spagnola con lo pseudonimo di Emilio Kléber, presentato come uno dei massimi comandanti delle Brigate Internazionali.

## Biografia
Manfred Stern nacque nel villaggio di Voloka, Bucovina, Austria-Ungheria (oggi sito nel distretto di Hlyboka, oblast' di Černivci, Ucraina) nel 1896, da famiglia ebraica, il secondo di dodici figli. Arruolatosi come paramedico nell'esercito austro-ungarico durante la Prima guerra mondiale, fu fatto prigioniero dai russi e detenuto in un campo nei pressi di Krasnojarsk, in Siberia. Liberato dopo la Rivoluzione d'ottobre, si arruolò nell'Armata rossa e prese parte alle ostilità della guerra civile russa in Estremo Oriente contro l'ammiraglio Kolčak e in Mongolia contro il barone Ungern von Sternberg. Si iscrisse al Partito comunista russo e nel 1921 fu eletto deputato per l'Assemblea costituente dell'effimera Repubblica dell'Estremo Oriente, uno Stato cuscinetto costituito dai bolscevichi per separare la Russia dalle forze giapponesi presenti sul continente asiatico.
Alla fine della guerra civile ritornò a Mosca ed entrò nell'Accademia militare Frunze. Parallelamente iniziò a lavorare come istruttore militare nell'ambito dell'Internazionale Comunista. Nel 1923 fu inviato in Germania con il nome di Lazar Stern per partecipare alla fallita insurrezione di Amburgo del mese di ottobre come consigliere dell'apparato politico-militare del Partito comunista di Germania. Diplomatosi nel 1924 entrò a far parte del dipartimento di intelligence militare dell'Armata rossa, il GRU.
Nel 1929 fu inviato a New York come rezident (capo missione) del GRU negli Stati Uniti. Sotto lo pseudonimo Mark Zilbert creò una rete di contatti diretta al furto di segreti militari, ottenendo però solo pochi successi.
Nel 1932 lasciò l'America per recarsi in Cina. A Shanghai si occupò dell'ufficio clandestino del Comintern, sito nel quartiere internazionale, da dove manteneva contatti via radio con l'Esercito rosso guidato da Mao Zedong. I collegamenti furono completamente interrotti nell'autunno 1934, quando l'edificio fu perquisito dalla polizia cinese, poco prima dell'inizio della Lunga Marcia. Ritornò in Russia nel 1935 e lì lavorò per un breve periodo per Otto Kuusinen presso il Segretariato del Comitato esecutivo del Comintern.
Il 15 settembre 1936 arrivò in Spagna, inizialmente come consigliere militare presso lo Stato maggiore della Repubblica spagnola e poi, dalla fine di ottobre, come comandante delle Brigate Internazionali, unità volontarie formate da cittadini stranieri che erano state organizzate dal Comintern a sostegno della fazione repubblicana. Stern prese lo pseudonimo di Emilio Kléber, dal nome del generale napoleonico Jean-Baptiste Kléber, e una falsa identità come presunto cittadino austriaco naturalizzato canadese. L'inattesa vittoria repubblicana nella battaglia di Madrid, a cui Stern partecipò come comandante dell'XI Brigata Internazionale, in un momento in cui la capitale era già stata abbandonata dalle massime autorità del governo e la situazione militare sembrava gravissima, rese "il generale Kléber" famoso in tutto il mondo. La propaganda sovietica, in parte aiutata dai corrispondenti occidentali, esaltò la sua figura presentando Kléber come "il salvatore di Madrid", e occultò il ruolo avuto da altri ufficiali sovietici come Vladimir Gorev o Jan Karlovič Berzin, che erano a capo del contingente sovietico in Spagna e avevano diretto effettivamente l'azione difensiva. Stern fu rimosso dal fronte di Madrid nel gennaio 1937, probabilmente per la gelosia nei suoi confronti del presidente del Consiglio Francisco Largo Caballero e degli ufficiali spagnoli José Miaja e Vicente Rojo, ma in ogni caso con l'approvazione o l'acquiescenza di Gorev e del Partito comunista di Spagna. Largo Caballero gli offrì un ruolo minore sul fronte di Malaga, che Stern rifiutò. Nell'estate del 1937 fu assegnato al comando della neo-costituita 45ª Divisione, composta principalmente da volontari internazionali, ma fu sostituito in questo ruolo da Hans Kahle dopo che la divisione aveva subito gravissime perdite nel corso dell'offensiva d'Aragona. Stern continuò comunque a essere il principale ufficiale di collegamento tra i sovietici e il governo repubblicano spagnolo e a godere di grande prestigio. Rimase in Spagna sino al ritiro delle Brigate Internazionali nell'ottobre 1938.
Richiamato in Unione Sovietica, Stern cadde vittima delle grandi purghe. Nel maggio 1939 il Collegio militare della Corte suprema dell'URSS lo condannò a quindici anni di lavori forzati con l'accusa di essere una spia di Franco e un agente trockista. Nonostante la fama di cui aveva goduto negli anni immediatamente precedenti, ogni menzione del suo nome fu censurata nella storiografia sovietica della guerra di Spagna.
Fu rilasciato per pochi mesi nel 1947, ma poi arrestato nuovamente. Morì di sfinimento in un gulag nell'oblast' di Irkutsk, il 18 febbraio 1954. Fu riabilitato nel 1965, con la pubblicazione di un articolo sulla rivista Sovetskaja Bukovina che rivelò finalmente all'estero la sua identità e il suo destino.
Il fratello Wolf (1897-1961) è stato maggiore dell'Armata rossa e direttore dell'Istituto di storia militare tedesca a Potsdam. Il fratello Leo (1901-1982) è stato uno degli storici più importanti della Repubblica democratica tedesca e rettore dell'Università "Martin Lutero" di Halle-Wittenberg. Entrambi furono volontari nelle Brigate Internazionali.